# Magda Vang Lauridsen
Magda Vang Lauridsen (26. september 1887 – 20. oktober 1960) var en dansk skuespillerinde der medvirkede i to stumfilm. Fra 1907-1911 var hun desuden engageret på Aarhus Teater.
Hun var datter af nationalbankdirektør Johannes Lauridsen (1847-1920) og hustru Maren Olsen (d. 1927). Hun var gift to gange. Første gang i 1909 med skuespiller Adolf Tronier Funder (1884-1964), ægteskab opløst i 1912. Anden gang i 1924 med polarforsker Peter Freuchen (1886-1957). Hun er begravet på Vejen Kirkegård.

## Filmografi
- 1910 – Elverhøj (instruktør Gunnar Helsengreen)
- 1917 – Den mystiske Selskabsdame (som Fru von Spangen; instruktør August Blom)